# Limburgo-Veilburgo
Limburgo-Veilburgo (em alemão: Limburg-Weilburg) é um distrito da Alemanha, na região administrativa de Gießen, estado de Hesse.

## Cidades e Municípios
- Cidades:

1. Bad Camberg
2. Hadamar
3. Limburgo-do-Lano
4. Runkel
5. Veilburgo

- Municípios:

1. Beselich
2. Brechen
3. Dornburg
4. Elbtal
5. Elz
6. Hünfelden
7. Löhnberg
8. Mengerskirchen
9. Merenberg
10. Selters (Taunus)
11. Villmar
12. Waldbrunn (Westerwald)
13. Weilmünster
14. Weinbach

1. ↑  «Bevölkerung der hessischen Gemeinden am 31. Dezember 2011» (em alemão). statistik-hessen.de. Consultado em 12 de fevereiro de 2013
2. ↑  «Statistisches Bundesamt – Gemeinden in Deutschland nach Bevölkerung am 31.12.2011 auf Grundlage des Zensus 2011 und früherer Zählungen» (em alemão). Einwohnerzahlen auf Grundlage des Zensus 2011